# Hudyefa
Hudyefa fue un mandatario de la dinastía II de Egipto. Gobernó entre ca. 2756 - 2754 a. C.
Su nombre figura entre Neferkasocar y Jasejemuy (Beby) en la Lista Real de Saqqara y el Canon Real de Turín, en donde se consigna un mandato de un año, ocho meses y cuatro días.
Posiblemente se tratara de un jerarca que solo gobernaba en la región del delta del Nilo.

## Titulatura
| Titulatura | Jeroglífico | Transliteración (transcripción) - traducción - (referencias) |

| F18 | I10 · I9 | G39 |

| F18 | I10 · I9 | G39 |

| F18 | I10 · I9 | G39 |

| F18 | I10 · I9 | G39 |

| F18 | I10 · I9 | G39 |

| F18 | I10 · I9 | G39 |

| F18 | I10 · I9 | G39 |

| F18 | I10 · I9 | G39 |

| F18 | I10 · I9 | G39 |

| F18 | I10 · I9 | G39 |

| F18 | I10 · I9 | G39 |

| F18 | I10 · I9 | G39 |

| F18 | I10 · I9 | G39 |

| F18 | I10 · I9 | G39 |

| F18 | I10 · I9 | G39 |

| F18 | I10 · I9 | G39 |

| H | D · f | G1 | G41 · G36 |

| H | D · f | G1 | G41 · G36 |

| H | D · f | G1 | G41 · G36 |

| H | D · f | G1 | G41 · G36 |

| H | D · f | G1 | G41 · G36 |

| H | D · f | G1 | G41 · G36 |

| H | D · f | G1 | G41 · G36 |

| H | D · f | G1 | G41 · G36 |

| H | D · f | G1 | G41 · G36 |

| H | D · f | G1 | G41 · G36 |

| H | D · f | G1 | G41 · G36 |

| H | D · f | G1 | G41 · G36 |

| H | D · f | G1 | G41 · G36 |

| H | D · f | G1 | G41 · G36 |

| H | D · f | G1 | G41 · G36 |

| H | D · f | G1 | G41 · G36 |